# Wilhelm Friedrich von Jordan

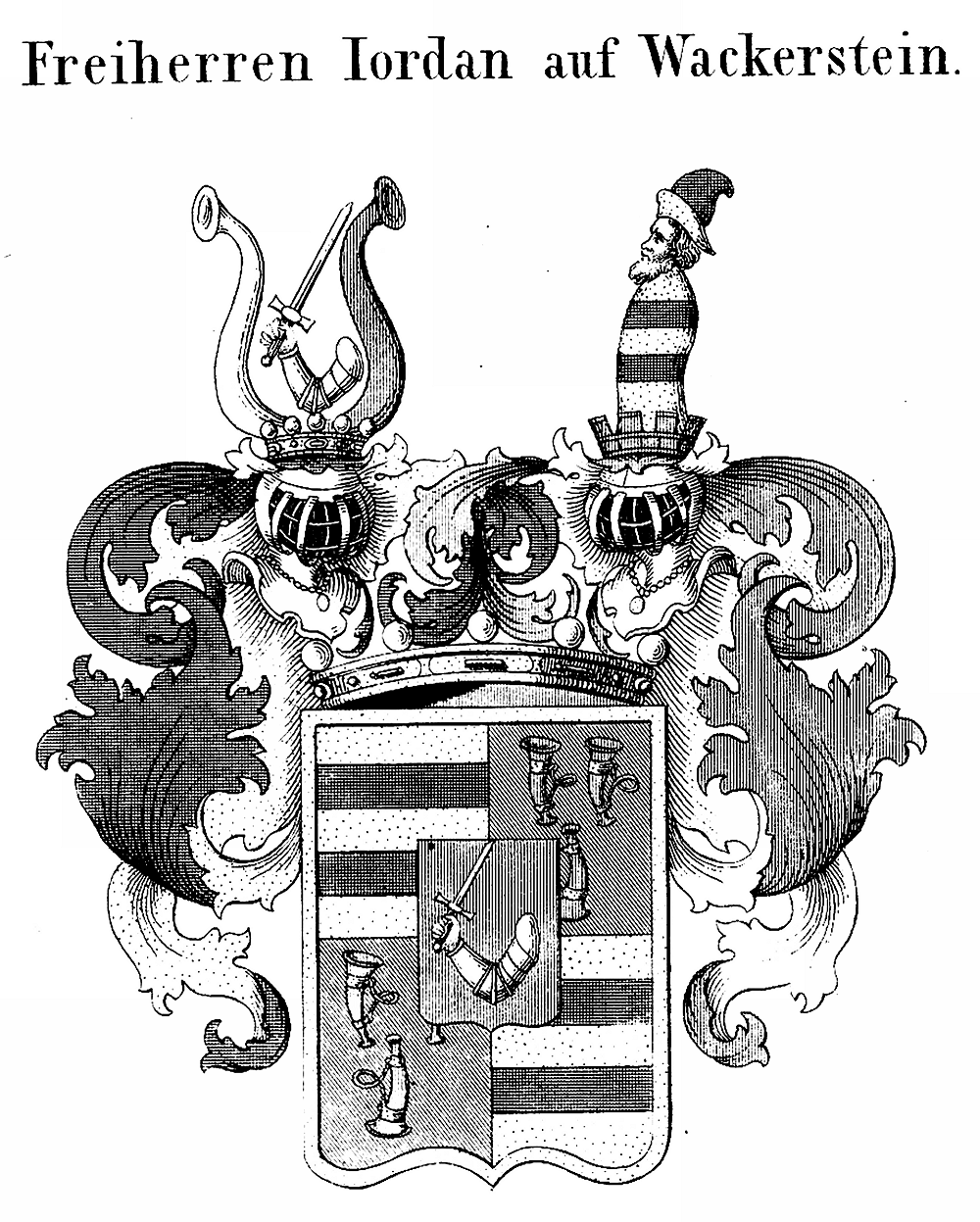
Wappen der Freiherren von Jordan auf Wackerstein (1820)

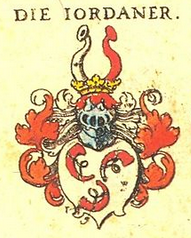
Wappen der Jordan nach Siebmachers Wappenbuch (1605)

Wilhelm Friedrich von Jordan (geb. als Johann Georg Gottfried Wilhelm Jordan, * 5. Januar 1775 in Stettin; † 21. April 1841 in München) war ein königlich-bayerischer Kammerherr und Generalleutnant.

## Herkunft
Sein Vater Emanuel Gottfried Jordan war ein Jurist, der unter König Friedrich II. als Regierungsrat in Stettin und unter Friedrich Wilhelm II. als Tribunal- und später Obertribunalrat in Berlin tätig war. Er führte sich mutmaßlich auf die Jordan von Alten Patschkau zurück. Am 12. Oktober 1789 wurde er in den Adelsstand erhoben und so wurde sein ältester Sohn, der sich seitdem Wilhelm Friedrich von Jordan nannte, ebenfalls adelig. Dieser besuchte das Akademische Gymnasium bis zur Ablegung der Maturität 1793 in Stettin, dann besuchte er die Universität Frankfurt an der Oder. Nach drei Jahren trat er in den preußischen Staatsdienst ein und wurde 1796 als Legationssekretär übernommen und der Gesandtschaft von Paris zugeteilt. 1789 sollte er Sekretär an der Botschaft in Lissabon in Portugal werden, stattdessen wurde er zu der ersten Friedenskonferenz des ersten Koalitionskrieges nach Rastatt eingeteilt. Gegen Ende des Kongresses wurde die abreisende französische Delegation außerhalb von Rastatt von den Österreichern überfallen und zwei Gesandte ermordet; der dritte, Jean Antoine Debry, konnte sich nach Rastatt retten und wurde dann von Wilhelm Jordan an die französische Seite des Rheins geleitet. Danach kehrte er wieder nach Berlin zurück. Seine Hoffnung, aufgrund seiner „Heldentat“ belohnt zu werden, erfüllte sich nicht und verärgert begab er sich am 22. August 1799 nach Bayern in kurbayerische Militärdienste.
Hier wurde er von Max IV. Joseph als „Oberlieutenant der Cavallerie à la suite“ in die bayerische Armee aufgenommen und mit einer Brigade in die Kampfzone der nördlichen Schweiz versetzt. 1800 wurde er in einer bayerischen Subsidien-Armee, die von England bezahlt wurde, eingesetzt. Hier avancierte er zum Rittmeister und Adjutant des Carl Philipp von Wrede und wurde auch in die Schlacht bei Meßkirch eingesetzt. Nach Kriegsende und dem Frieden von Lunéville wurde er in den bayerischen Generalstab berufen. Er meldete 1801 sich mit Zustimmung des Kurfürsten, um als Kriegsfreiwilliger in Ägypten auf Seiten Englands gegen Frankreich zu kämpfen; daraus wurde aber nichts, da die Franzosen kapitulierten und im Friede von Amiens mit Großbritannien Frieden schlossen. Nach seiner Rückkehr aus England und Kurierdiensten mit Paris wurde er 1820 zum Major befördert. Noch im gleichen Jahr brachte er wichtige bayerische Depeschen nach Berlin und reiste dann in diplomatischen Dienst weiter nach St. Petersburg, der damaligen Hauptstadt des Zarenreiches. Seine Reise führte ihn weiter nach Moskau und Odessa und von Konstantinopel über die Walachei zurück nach St. Petersburg. Im Auftrag des bayerischen Hofes reist er dann über Stockholm, Kopenhagen und Berlin zurück nach Bayern, wo er am 17. September 1803 wieder ankam. Nach seiner Rückkehr wurde er zum Flügeladjutanten ernannt. Im Zuge des Vierten Koalitionskrieges waren Frankreich und Bayern miteinander verbunden; Jordan wurde Adjutant des Kronprinzen Ludwig und zum Oberstleutnant ernannt; 1808 erhielt er das bayerische Indigenat. Im Fünften Koalitionskrieg diente er als Kurier zwischen dem Feldhauptquartier und dem bayerischen König.
Durch seine zahlreichen Dienste für die Wittelsbacher erhielt er auch engen Kontakt mit der Münchner Hofgesellschaft. Auf diesem Weg lernte er die Kammerdame der Königin, Gräfin Violante von Sandizell († 8. April 1859), kennen; ein engeres Verhältnis wird ab 1809 angenommen. Am 20. November 1811 erwarb er das Schloss Wackerstein und weitere angrenzende Ländereien. In diesen Jahren war er nicht an wichtigen militärischen Aktionen, wie etwa dem Russlandfeldzug 1812, beteiligt. 1813 wurde er zum Generalmajor ernannt, Bayern war damals aus der Verbindung zu Frankreich ausgeschert und Jordan musste weiterhin seine Dienste am bayerischen Hof ausüben. Am 12. Juni 1814 wurde er in den bayerischen Freiherrenstand aufgenommen, zugleich wurde er Besitzer eines Patrimonialgerichts II. Klasse. Am 16. Juli 1814 beantragte er eine Heiratserlaubnis mit Violante von Sandizell, die am gleichen Tag vom König gewährt wurde; die Hochzeit fand am 9. August 1814 statt. Am 19. Oktober 1814 brach er in Begleitung seiner Frau und seiner Schwägerin Elise von Sandizell in unbekannter Mission nach Rom und Neapel auf, wobei er sich in Portici niederließ. Hier wurde am 20. März 1815 die Tochter Carolina von Jordan geboren. Am 20. März 1816 war er wieder zurück in München, um in die drohende Versteigerung seines Besitzes in Wackerstein einzugreifen (dies konnte durch ein Darlehen des Invaliden-Fonds auf Anweisung von Maximilian I. Josef abgewendet werden); seine Familie folgte ihm nach, im Gepäck war der einbalsamierte Leichnam der Carolina von Jordan. 1817 wurde seine zweite Tochter Mathilde geboren und im Dom zu Regensburg von Domdekan und späteren Weihbischof Georg Michael Wittmann getauft. Dabei passierte die Peinlichkeit, dass als deren Mutter Elisabeth Maria Anna Dionysia von Sandizell eingetragen wurde, die jüngere Schwester und langjährige Reisebegleiterin der Violante. Ein Jahr später wurde dieser Eintrag auf Violante Creszentia von Wittmann geändert.

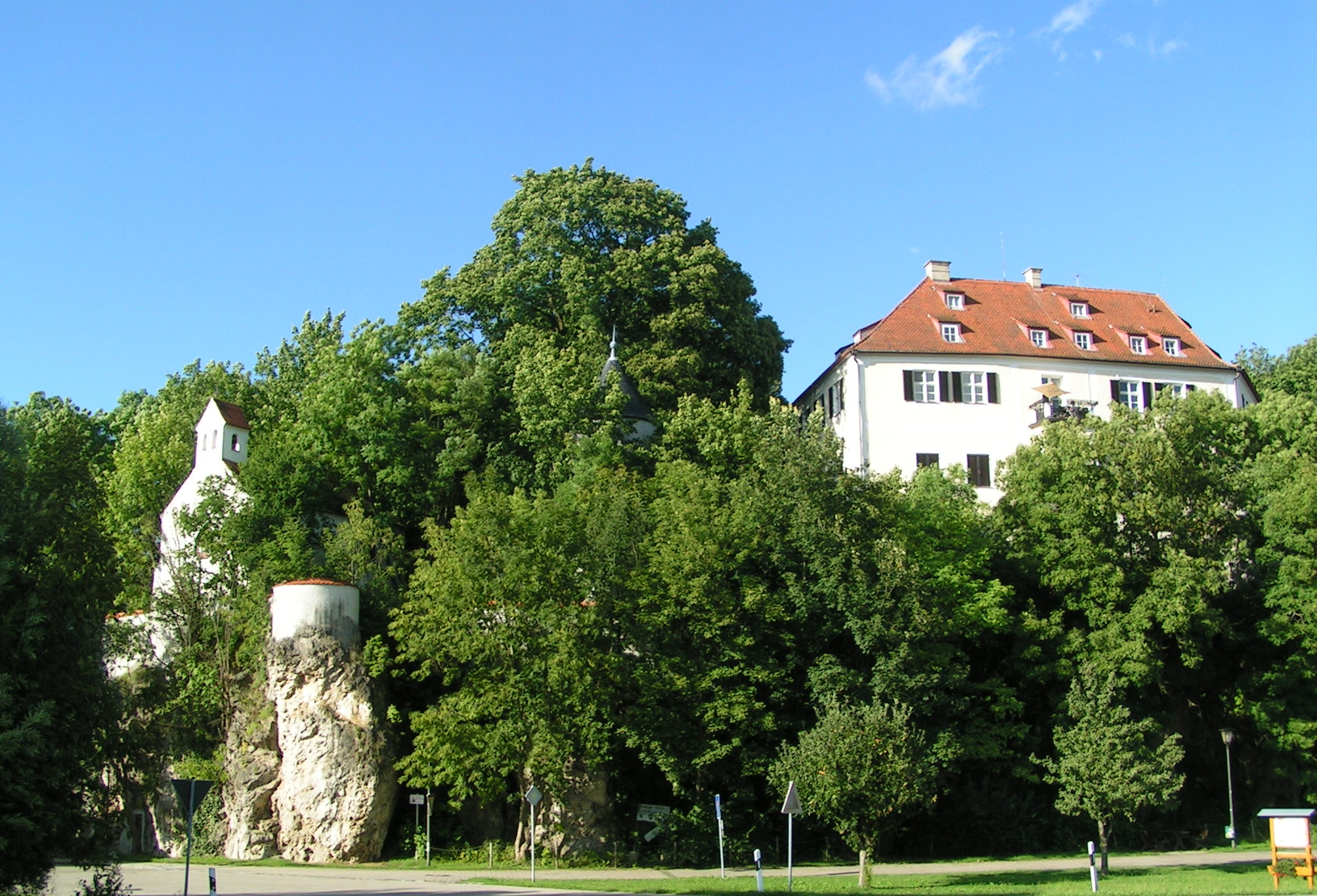
Schloss Wackerstein (2010)

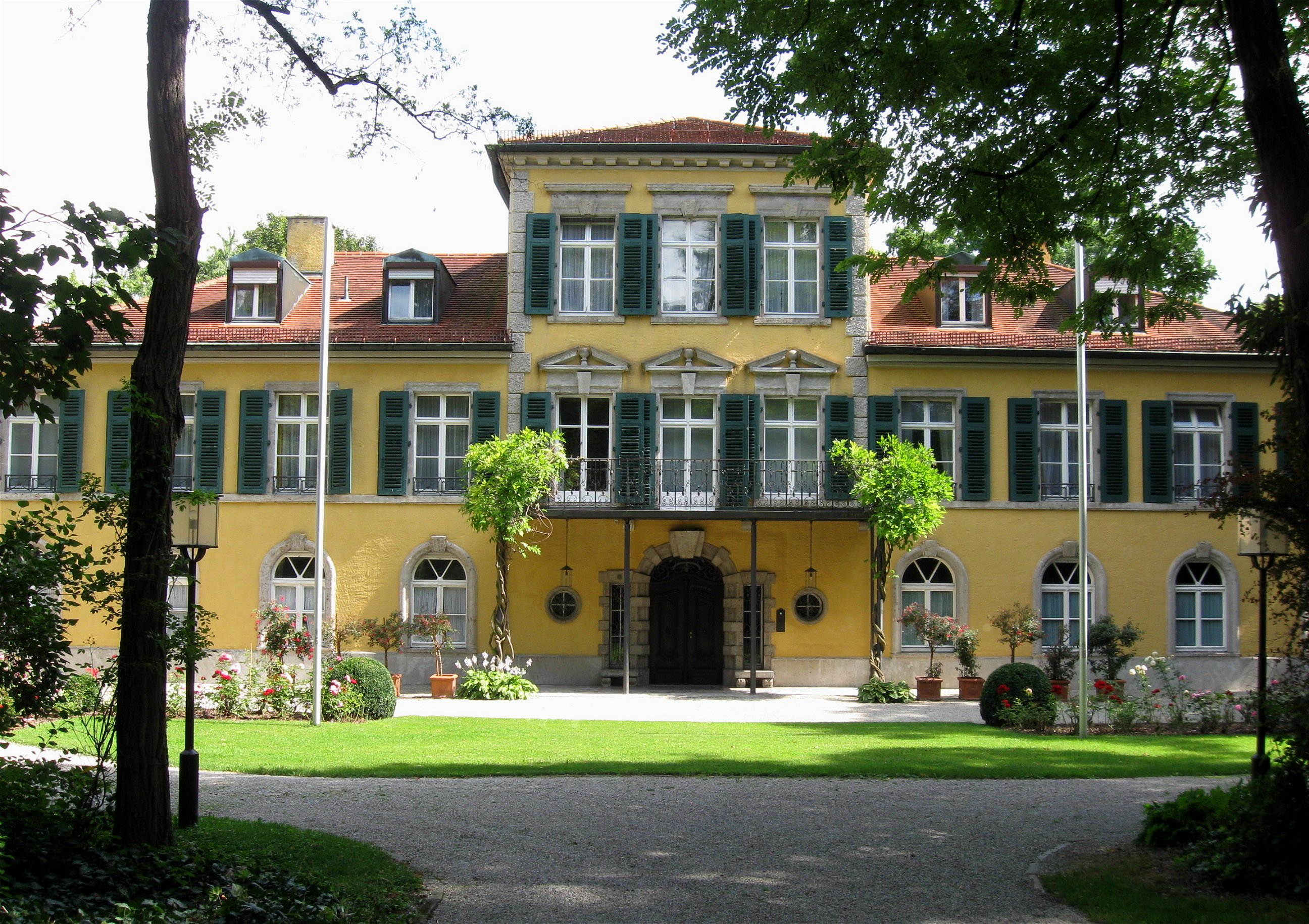
Schloss Suresnes (2012)

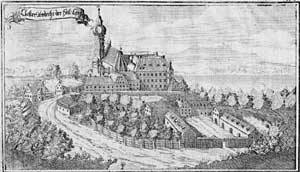
Andechs nach dem Kurbayerischen Atlas (1690)

Nach Rückkehr nach Bayern zog sich die Familie auf Schloss Wackerstein zurück. 1818 ließ er sich von seinen militärischen Posten entbinden und konnte durch eine vorgezogene Pensionsabgeltung schuldenfrei werden. Am 23. Dezember 1822 erwarb er das Schloss Suresnes in Schwabing. Der unvermögende Oberleutnant Johann Dillmann war per Losentscheid in den Besitz des Schlosses gekommen, konnte sich aber den Unterhalt nicht leisten; auf Vermittlung des Königs wurde der Besitz für 7.000 fl an Jordan gegeben. Das Schloss wurde von der Familie in dem nächsten Jahre bevorzugt bewohnt. 1827 wurde der Posten eines Kreiskommandanten der Landwehr im Regenkreis frei und König Ludwig I. vergab diesen Dienstposten an Jordan und bestätigte am 14. November 1827 seinen Titel als Generalmajor, aber „ohne Bezahlung“ (die Pension war schon abgegolten); am 1. Februar 1828 erhielt er zudem die Funktion eines Kreiskommandanten des Unterdonaukreises. Am 1. November 1829 wurde er zum Generalleutnant befördert. Parallel dazu verkaufte er nach längeren Verhandlungen zum 1. Juli 1828 sein Patrimonialgericht für 69.000 fl an den Staat. 1830 begab sich Jordan auf eine längere Reise nach den Niederlanden und Frankreich, insbesondere nach Paris. Am 9. September 1830 meldete er sich wieder bei seinem Kreiskommando von seinem Urlaub zurück. Am 12. Januar 1832 wurde er seines Postens als Kreiskommandant enthoben mit der Begründung, als solcher müsse er immer in seinem Kreis wohnhaft sein. Am 14. April 1832 übertrug er seinen gesamten Besitz an seinen Sohn Max, als dessen Vormünder seine Mutter Violante, die Schwägerin Elise und der General Graf von Pappenheim bestimmt wurden. Am 6. Juli 1832 stellte er den Antrag auf Ausstellung eines Reisepasses nach Preußen, vermutlich um seine Mutter zu besuchen. Mit dem 23. April 1834 kaufte er das Gut des ehemaligen Klosters Andechs von der verwitweten Baronin von Kerstorff um 57.000 fl. Zugleich ließ er den Besitz an seinen Sohn Max überschreiben und das Ökonomiegut und die Brauerei in Andechs wurden verpachtet. 1840 hatte Jordan sein Schloss Suresnes in München verkauft. 1840 verkaufte er das Schloss Wackerstein an das Landwirtsehepaar Michael und Theresia Forstner, sodass er nur mehr das Gut Andechs besaß. Er wohnte sodann in einer Mietwohnung in München in der Ludwigstraße 10/III. Stock. Hier verstarb er nach längerer Krankheit am 26. Februar 1841.

### Döttinger Familiengruft

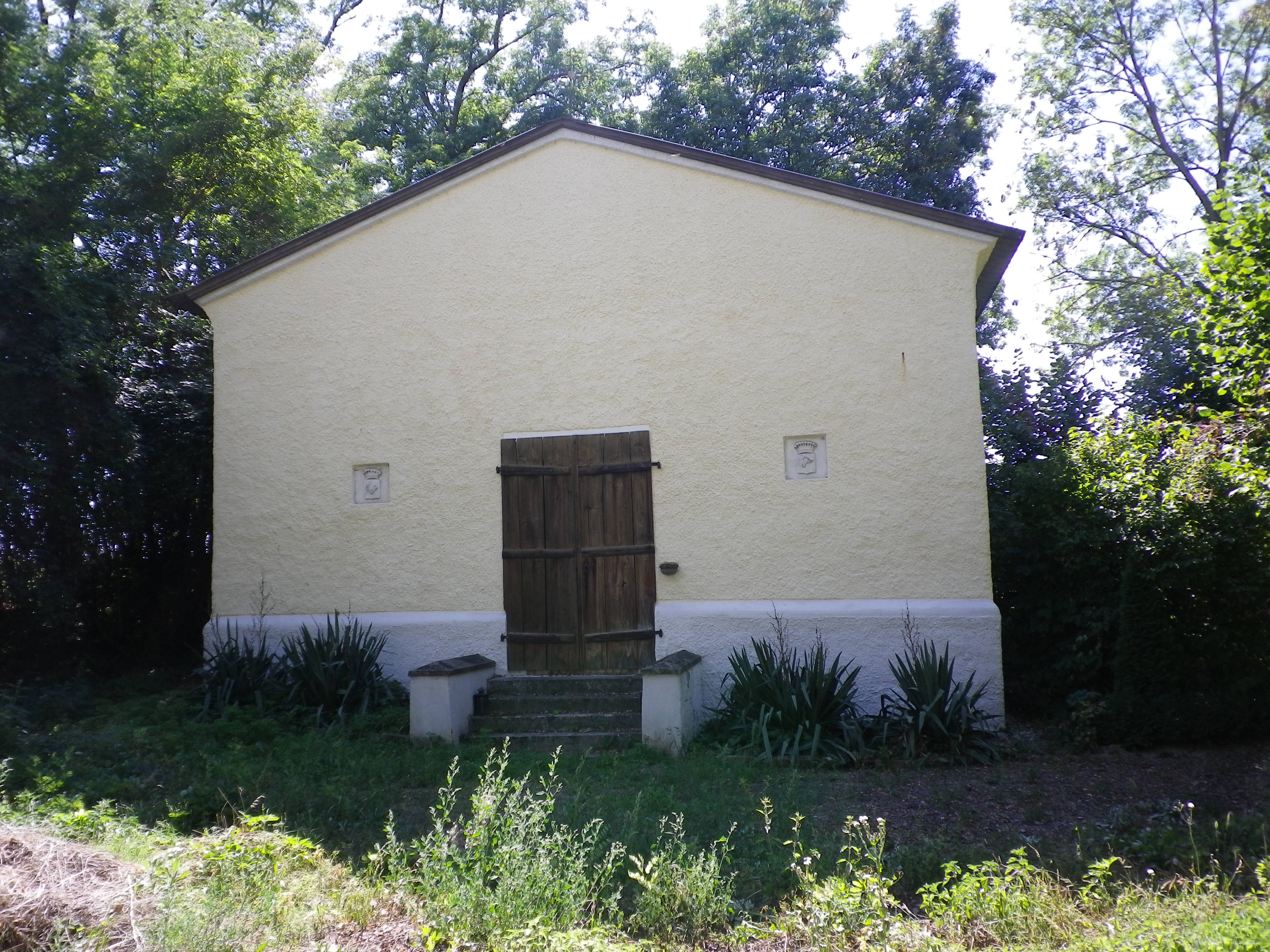
Jordangruft in Dötting (2018)

1832 entstanden die Pläne zur Errichtung eines Familienbegräbnisstätte. Diese ließ Wilhelm Friedrich 1835 auf dem Spitzelberg von Dötting auf eigenem Grund errichten; die Grabkapelle und Grablege wurde 1836 benediziert. Auch der langjährige Waffengefährte und Feldzeugmeister von König Max I. Joseph, Heinrich LII. Reuß zu Köstritz, kaufte sich noch zu Lebzeiten in diese Gruft ein.
In die Döttinger Grabkapelle wurde als erstes der mumifizierte Leichnam der Tochter Carolina beigesetzt, der 19 Jahre im Eiskeller von Schloss Wackerstein aufbewahrt worden war. 1841 verstarb im 66. Lebensjahr Wilhelm Friedrich von Jordan in München und wurde drei Tage danach in der Döttinger Gruft beigesetzt. Auch der überraschend im 32. Lebensjahr an den Folgen einer Gesichtsrose plötzlich und kinderlos verstorbene Sohn Maximilian von Jordan wurde in der Gruft am 3. Juni 1850 bestattet. Am 23. Februar 1851 verstarb der General und Generaladjutant Heinrich LII. Reuß zu Köstritz und wurde nach einer kurzen Aufbahrung in München am 26. Februar 1851 nach Dötting verbracht und dort bestattet. Violante von Sandizell verstarb am 8. April 1859 in München im Alter von 76 Jahren an den Folgen einer Grippe. Sie ist die letzte, die in der Grabkapelle der Familie am 10. April, beigesetzt wurde. Ein sechster Sarg, gedacht vermutlich für die Tochter Mathilde, blieb leer; sie wurde auf dem alten katholischen Friedhof in Dresden-Friedrichstadt beerdigt.
Die Grabkapelle ist ein breitgelagerter Massivbau mit einem flachen Satteldach: neben dem Eingang befinden sich die Wappen der Jordans (links) und der Sandizells (rechts). Die Jordangruft wurde 2012/13 vollständig renoviert, ebenso die darin befindlichen Särge. Die Leichname wurden von Andreas Nerlich gerichtspathologisch untersucht und beschrieben. Die Döttinger Grabkapelle ist unter der Aktennummer D-1-76-153-27 als denkmalgeschütztes Baudenkmal von Dötting verzeichnet.

## Nachkommen
- Carolina von Jordan (* 20. März 1815 in  Portici; † 24. Juli 1816 ebenda)
- Mathilde von Jordan (* 8. April 1817 in Regensburg; 13. Dezember 1886 in Altenberg bei Wien), verheiratet mit dem späteren Reichskanzler von Österreich-Ungarn, Friedrich Ferdinand von Beust
- Maximilian Joseph Carl von Jordan (* 15. April 1818 in Regensburg; † 30. Mai 1850 in München)